# Liste antiker Ortsnamen und geographischer Bezeichnungen/Uz
| Lateinischer Name | Griechischer Name | Beschreibung                       | Heute                                | Quellen und Verweise | Lage |
| ----------------- | ----------------- | ---------------------------------- | ------------------------------------ | -------------------- | ---- |
| Uz                |                   | Land in der Bibel, Heimat von Ijob |                                      | Smith;               |      |
| Uzita             | Οὕζιτα (Houzita)  | Stadt in Byzacena                  | südwestlich von Monastir in Tunesien | Smith;               |      |